# 문경 가은양조장
문경 가은양조장(聞慶 加恩釀造場)은 대한민국 경상북도 문경시에 있는 일제강점기의 건축물이다. 2017년 12월 5일 대한민국의 국가등록문화재 제706호로 지정되었다.

## 개요
과거 탄광산업으로 번성하였던 문경시 가은읍의 대표적인 근대 유산으로, 사무실 건물이 독특하게 2층으로 구성되고 양조장 부분이 근대양조장의 생산과정과 기능을 건축적으로 잘 반영하고 있다.

## 참고 자료
- 문경 가은양조장 - 국가유산청 국가유산포털